# Woolston (Cheshire)
Woolston – osada i civil parish w Anglii, w Cheshire, w dystrykcie (unitary authority) Warrington. W 2011 roku civil parish liczyła 7156 mieszkańców.